# Primera División 2015/16 (Uruguay)
Het seizoen 2015/2016 van de Primera División was het 112e seizoen van de hoogste Uruguayaanse voetbalcompetitie. Het seizoen begon op 15 augustus 2015 en eindigde op 12 juni 2016.

## Teams
Er namen zestien ploegen deel aan de Primera División tijdens het seizoen 2015/2016. Dertien ploegen wisten zich vorig seizoen te handhaven en drie ploegen promoveerden vanuit de Segunda División: Liverpool FC (kampioen), Club Plaza Colonia de Deportes (nummer twee) en CA Villa Teresa (winnaar nacompetitie) kwamen in de plaats van de gedegradeerde ploegen CA Atenas, Tacuarembó FC en Rampla Juniors FC.
| Club                           | Stad                   | Stadion                                            | Capaciteit | Vorig seizoen |
| ------------------------------ | ---------------------- | -------------------------------------------------- | ---------- | ------------- |
| CA Cerro                       | Montevideo             | Estadio Luis Tróccoli                              | 25.000     | 14e           |
| Danubio FC                     | Montevideo             | Estadio Jardines del Hipódromo                     | 18.000     | 4e            |
| Defensor Sporting Club         | Montevideo             | Estadio Luis Franzini                              | 16.000     | 5e            |
| CCyD El Tanque Sisley          | Montevideo             | Estadio Campeones Olímpicos (Florida)              | 7.000      | 10e           |
| CA Fénix                       | Montevideo             | Estadio Parque Capurro                             | 5.500      | 9e            |
| CA Juventud                    | Las Piedras            | Estadio Parque Artigas                             | 5.500      | 6e            |
| Liverpool FC                   | Montevideo             | Estadio Belvedere                                  | 8.500      | 1e (2ª)       |
| Montevideo Wanderers FC        | Montevideo             | Estadio Parque Alfredo Víctor Viera                | 10.000     | 11e           |
| Club Nacional de Football      | Montevideo             | Estadio Gran Parque Central                        | 26.500     | 1e            |
| CA Peñarol                     | Montevideo             | Estadio Campeón del Siglo                          | 40.000     | 2e            |
| Club Plaza Colonia de Deportes | Colonia del Sacramento | Estadio Profesor Alberto Suppici                   | 14.000     | 2e (2ª)       |
| Racing Club de Montevideo      | Montevideo             | Estadio Parque Osvaldo Roberto                     | 8.500      | 7e            |
| CA Rentistas                   | Montevideo             | Estadio Complejo Rentistas                         | 10.600     | 13e           |
| CA River Plate                 | Montevideo             | Estadio Parque Federico Omar Saroldi               | 5.165      | 3e            |
| IA Sud América                 | Montevideo             | Estadio Casto Martínez Laguarda (San José de Mayo) | 3.810      | 8e            |
| CA Villa Teresa                | Montevideo             | Estadio José Nasazzi                               | 5.002      | 3e (2ª)       |

## Apertura
Het Torneo Apertura werd gespeeld van 15 augustus tot en met 6 december 2016. Alle ploegen speelden eenmaal tegen elkaar. De ploeg met de meeste punten werd winnaar van de Apertura en plaatste zich voor de halve finale van het Campeonato. Indien er twee ploegen gelijk eindigden met de meeste punten, dan zouden ze een beslissingswedstrijd spelen. In het geval dat er drie of meer ploegen gelijk eindigden met de meeste punten, dan zouden de twee ploegen met het beste doelsaldo een beslissingswedstrijd spelen.
Peñarol ging de laatste speelronde in met één punt voorsprong op Nacional en wist dankzij een zege op Juventud die voorsprong te behouden en de Apertura te winnen.

### Eindstand Apertura
|     | Club                           | Sp. | W | G | V  | Pnt. | DV | DT | DS  |
| --- | ------------------------------ | --- | - | - | -- | ---- | -- | -- | --- |
| 1.  | CA Peñarol                     | 15  | 9 | 4 | 2  | 31   | 28 | 17 | +11 |
| 2.  | Club Nacional de Football      | 15  | 9 | 3 | 3  | 30   | 21 | 11 | +10 |
| 3.  | CA Cerro                       | 15  | 9 | 1 | 5  | 28   | 25 | 19 | +6  |
| 4.  | Montevideo Wanderers FC        | 15  | 6 | 6 | 3  | 24   | 22 | 16 | +6  |
| 5.  | CA River Plate                 | 15  | 7 | 2 | 6  | 23   | 31 | 25 | +6  |
| 6.  | CA Fénix                       | 15  | 6 | 5 | 4  | 23   | 17 | 12 | +5  |
| 7.  | Danubio FC                     | 15  | 6 | 4 | 5  | 22   | 21 | 13 | +8  |
| 8.  | Defensor Sporting Club         | 15  | 6 | 3 | 6  | 21   | 25 | 25 | 0   |
| 9.  | CCyD El Tanque Sisley          | 15  | 5 | 4 | 6  | 19   | 17 | 17 | 0   |
| 10. | CA Rentistas                   | 15  | 5 | 3 | 7  | 18   | 18 | 19 | –1  |
| 11. | IA Sud América                 | 15  | 4 | 6 | 5  | 18   | 18 | 22 | –4  |
| 12. | Liverpool FC                   | 15  | 5 | 3 | 7  | 18   | 15 | 24 | –9  |
| 13. | Club Plaza Colonia de Deportes | 15  | 3 | 8 | 5  | 17   | 15 | 16 | –1  |
| 14. | Racing Club de Montevideo      | 15  | 4 | 5 | 6  | 17   | 21 | 26 | –5  |
| 15. | CA Juventud                    | 15  | 4 | 3 | 8  | 15   | 14 | 25 | –11 |
| 16. | CA Villa Teresa                | 15  | 1 | 2 | 12 | 5    | 9  | 30 | –21 |

### Legenda
| Kleur | Kwalificatie voor       |
| ----- | ----------------------- |
|       | Halve finale Campeonato |

#### Topscorers
| №  | Speler          | Club                      | Goals |
| -- | --------------- | ------------------------- | ----- |
| 1. | Santiago García | CA River Plate            | 10    |
| 2. | Junior Arias    | Liverpool FC              | 9     |
| 3. | Iván Alonso     | Club Nacional de Football | 8     |
| 3. | Kevin Ramírez   | Montevideo Wanderers FC   | 8     |

## Clausura
Het Torneo Clausura werd gespeeld van 6 februari tot en met 5 juni 2016. Alle ploegen speelden eenmaal tegen elkaar, volgens het inverse schema van de Apertura (voor alle duels werden de thuis- en uitploeg dus omgedraaid). De ploeg met de meeste punten werd winnaar van de Clausura en plaatste zich voor de halve finale van het Campeonato. Indien er twee ploegen gelijk eindigden met de meeste punten, dan zouden ze een beslissingswedstrijd spelen. In het geval dat er drie of meer ploegen gelijk eindigden met de meeste punten, dan zouden de twee ploegen met het beste doelsaldo een beslissingswedstrijd spelen.
De winst in de Clausura ging naar promovendus Plaza Colonia. Na dertien wedstrijden hadden ze twee punten voorsprong op hun naaste belager Peñarol. Door in een onderling duel Peñarol met 1–2 te verslaan was Plaza Colonia niet meer te achterhalen en kwalificeerden ze zich voor het Campeonato.

### Eindstand Clausura
|     | Club                           | Sp. | W | G | V  | Pnt. | DV | DT | DS  |
| --- | ------------------------------ | --- | - | - | -- | ---- | -- | -- | --- |
| 1.  | Club Plaza Colonia de Deportes | 15  | 9 | 5 | 1  | 32   | 20 | 9  | +11 |
| 2.  | CA Peñarol                     | 15  | 8 | 3 | 4  | 27   | 25 | 18 | +7  |
| 3.  | IA Sud América                 | 15  | 7 | 4 | 4  | 25   | 17 | 16 | +1  |
| 4.  | Montevideo Wanderers FC        | 15  | 7 | 3 | 5  | 24   | 31 | 21 | +10 |
| 5.  | Club Nacional de Football      | 15  | 7 | 3 | 5  | 24   | 21 | 17 | +4  |
| 6.  | CA Cerro                       | 15  | 7 | 3 | 5  | 24   | 17 | 15 | +2  |
| 7.  | CA Fénix                       | 15  | 6 | 5 | 4  | 23   | 18 | 13 | +5  |
| 8.  | Liverpool FC                   | 15  | 7 | 1 | 7  | 22   | 16 | 18 | –2  |
| 9.  | CA Rentistas                   | 15  | 6 | 3 | 6  | 21   | 18 | 17 | +1  |
| 10. | Defensor Sporting Club         | 15  | 6 | 3 | 6  | 21   | 23 | 29 | –6  |
| 11. | CA Villa Teresa                | 15  | 5 | 4 | 6  | 19   | 15 | 18 | –3  |
| 12. | CA Juventud                    | 15  | 4 | 6 | 5  | 18   | 19 | 19 | 0   |
| 13. | CA River Plate                 | 15  | 5 | 3 | 7  | 18   | 15 | 16 | –1  |
| 14. | Racing Club de Montevideo      | 15  | 3 | 5 | 7  | 14   | 19 | 24 | –5  |
| 15. | Danubio FC                     | 15  | 3 | 4 | 8  | 13   | 18 | 25 | –7  |
| 16. | CCyD El Tanque Sisley          | 15  | 2 | 1 | 12 | 7    | 14 | 30 | –16 |

### Legenda
| Kleur | Kwalificatie voor       |
| ----- | ----------------------- |
|       | Halve finale Campeonato |

#### Topscorers
| №  | Speler            | Club                    | Goals |
| -- | ----------------- | ----------------------- | ----- |
| 1. | Gastón Rodríguez  | Montevideo Wanderers FC | 16    |
| 2. | Junior Arias      | Liverpool FC            | 10    |
| 3. | Maximiliano Gómez | Defensor Sporting Club  | 9     |

## Totaalstand
De ploeg met de meeste punten in de totaalstand - de optelling van de Apertura en Clausura - plaatste zich voor de finale van het Campeonato. Indien er twee ploegen gelijk eindigden met de meeste punten, dan zouden ze een beslissingswedstrijd spelen. In het geval dat er drie of meer ploegen gelijk eindigden met de meeste punten, dan zouden de twee ploegen met het beste doelsaldo een beslissingswedstrijd spelen.
Hoewel Peñarol de winst in de Clausura aan Plaza Colonia had moeten laten, werden ze wel eerste in de totaalstand. Na 29 wedstrijden hadden ze drie punten voorsprong op rivaal Nacional. Met een gelijkspel bij Juventud op de laatste speeldag verzekerde Peñarol zich van de eerste plek in het totaalklassement en een plek in de finale van het Campeonato.

### Totaalstand
|     | Club                           | Sp. | W  | G  | V  | Pnt. | DV | DT | DS  |
| --- | ------------------------------ | --- | -- | -- | -- | ---- | -- | -- | --- |
| 1.  | CA Peñarol                     | 30  | 17 | 7  | 6  | 58   | 53 | 35 | +18 |
| 2.  | Club Nacional de Football      | 30  | 16 | 6  | 8  | 54   | 53 | 38 | +15 |
| 3.  | CA Cerro                       | 30  | 16 | 4  | 10 | 52   | 42 | 34 | +8  |
| 4.  | Club Plaza Colonia de Deportes | 30  | 12 | 13 | 5  | 49   | 32 | 25 | +10 |
| 5.  | Montevideo Wanderers FC        | 30  | 13 | 9  | 8  | 48   | 53 | 37 | +16 |
| 6.  | CA Fénix                       | 30  | 12 | 10 | 8  | 46   | 35 | 25 | +10 |
| 7.  | IA Sud América                 | 30  | 11 | 10 | 9  | 43   | 35 | 38 | –3  |
| 8.  | Defensor Sporting Club         | 30  | 12 | 6  | 12 | 42   | 48 | 54 | –6  |
| 9.  | CA River Plate                 | 30  | 12 | 5  | 13 | 41   | 46 | 41 | +5  |
| 10. | Liverpool FC                   | 30  | 12 | 4  | 14 | 40   | 31 | 42 | –11 |
| 11. | CA Rentistas                   | 30  | 11 | 6  | 13 | 39   | 36 | 36 | 0   |
| 12. | Danubio FC                     | 30  | 9  | 8  | 13 | 35   | 39 | 38 | +1  |
| 13. | CA Juventud                    | 30  | 8  | 9  | 13 | 33   | 33 | 44 | –11 |
| 14. | Racing Club de Montevideo      | 30  | 7  | 10 | 13 | 31   | 40 | 50 | –10 |
| 15. | CCyD El Tanque Sisley          | 30  | 7  | 5  | 18 | 26   | 31 | 47 | –16 |
| 16. | CA Villa Teresa                | 30  | 6  | 6  | 18 | 24   | 24 | 49 | –25 |

### Legenda
| Kleur | Kwalificatie voor |
| ----- | ----------------- |
|       | Finale Campeonato |

#### Topscorers
| №  | Speler              | Club                    | Goals |
| -- | ------------------- | ----------------------- | ----- |
| 1. | Junior Arias        | Liverpool FC            | 19    |
| 1. | Gastón Rodríguez    | Montevideo Wanderers FC | 19    |
| 3. | Maximiliano Gómez   | Defensor Sporting Club  | 14    |
| 4. | Juan Manuel Olivera | Danubio FC              | 11    |
| 4. | Maximiliano Pérez   | CA Fénix                | 11    |
| 4. | Michael Santos      | CA River Plate          | 11    |

## Campeonato Uruguayo
Het Campeonato Uruguayo bepaalde de winnaar van de Primera División (of de Copa Uruguaya) 2015/2016. De winnaars van de Apertura (Peñarol) en de Clausura (Plaza Colonia) zouden in de halve finale één wedstrijd spelen en de winnaar daarvan zou zich kwalificeren voor de finale, waarin ze een thuis- en uitduel zouden spelen tegen de nummer een van de totaalstand (Peñarol). De finalisten zouden worden aangemerkt als kampioen en vice-kampioen, de overige posities in de eindstand zouden worden bepaald op basis van de totaalstand.
Omdat Peñarol zich tweemaal had gekwalificeerd, als winnaar van de Apertura en als nummer een van de totaalstand, betekende dit dat zij aan een zege in de halve finale genoeg hadden om kampioen te worden. Zou Plaza Colonia de halve finale winnen, dan zouden zij het in de finale nogmaals opnemen tegen Peñarol.

### Wedstrijdschema
|  | Halve finale   | Halve finale |  |  | Finale  | Finale | Finale | Finale |
|  |                |              |  |  |         |        |        |        |
|  |                |              |  |  |         |        |        |        |
|  | Peñarol (n.v.) | 3            |  |  |         |        |        |        |
|  | Plaza Colonia  | 1            |  |  |         |        |        |        |
|  |                |              |  |  |         |        |        |        |
|  |                |              |  |  | Peñarol | –      | –      | N.v.t. |
|  |                |              |  |  | Peñarol | –      | –      |        |
|  |                |              |  |  |         |        |        |        |

### Halve finale
|                                |                                      |                     |                                |                                                                   |
| 12 juni 2016 16:00 uur (UTC−3) | CA Peñarol                           | 3 – 1 n.v.          | Club Plaza Colonia de Deportes | Estadio Centenario, Montevideo Scheidsrechter: Christian Ferreyra |
| 12 juni 2016 16:00 uur (UTC−3) | Rossi 79' Oliveira 109' Affonso 112' | Verslag (Soccerway) | 69' Furia                      | Estadio Centenario, Montevideo Scheidsrechter: Christian Ferreyra |

 CA Peñarol wint met 3-1 (na verlenging) en is kampioen van Uruguay.

## Ranglijst
De winnaar van de finale werd kampioen van Uruguay, de verliezend finalist werd vice-kampioen. De overige plaatsen werden bepaald op basis van de totaalstand. Indien er geen finale noodzakelijk was, zou ook de tweede plek worden bepaald op basis van de totaalstand.
Dit seizoen gold in Uruguay als kwalificatie voor de Copa Libertadores van 2017 en de Copa Sudamericana van 2016. In de Copa Libertadores had Uruguay recht op drie deelnemers. Deze plekken werden ingevuld door de kampioen, de nummer twee (groepsfase) en de nummer drie (voorronde). Voor de Copa Sudamericana had Uruguay vier plekken. Deze waren weggelegd voor de kampioen en de nummers vier tot en met zes (allen eerste ronde).

### Eindstand
|     | Club                           | Sp. | W  | G  | V  | Pnt. | DV | DT | DS  |
| --- | ------------------------------ | --- | -- | -- | -- | ---- | -- | -- | --- |
| 01. | CA Peñarol                     | 30  | 17 | 7  | 6  | 58   | 53 | 35 | +18 |
| 2.  | Club Nacional de Football      | 30  | 16 | 6  | 8  | 54   | 53 | 38 | +15 |
| 3.  | CA Cerro                       | 30  | 16 | 4  | 10 | 52   | 42 | 34 | +8  |
| 4.  | Club Plaza Colonia de Deportes | 30  | 12 | 13 | 5  | 49   | 32 | 25 | +10 |
| 5.  | Montevideo Wanderers FC        | 30  | 13 | 9  | 8  | 48   | 53 | 37 | +16 |
| 6.  | CA Fénix                       | 30  | 12 | 10 | 8  | 46   | 35 | 25 | +10 |
| 7.  | IA Sud América                 | 30  | 11 | 10 | 9  | 43   | 35 | 38 | –3  |
| 8.  | Defensor Sporting Club         | 30  | 12 | 6  | 12 | 42   | 48 | 54 | –6  |
| 9.  | CA River Plate                 | 30  | 12 | 5  | 13 | 41   | 46 | 41 | +5  |
| 10. | Liverpool FC                   | 30  | 12 | 4  | 14 | 40   | 31 | 42 | –11 |
| 11. | CA Rentistas                   | 30  | 11 | 6  | 13 | 39   | 36 | 36 | 0   |
| 12. | Danubio FC                     | 30  | 9  | 8  | 13 | 35   | 39 | 38 | +1  |
| 13. | CA Juventud                    | 30  | 8  | 9  | 13 | 33   | 33 | 44 | –11 |
| 14. | Racing Club de Montevideo      | 30  | 7  | 10 | 13 | 31   | 40 | 50 | –10 |
| 15. | CCyD El Tanque Sisley          | 30  | 7  | 5  | 18 | 26   | 31 | 47 | –16 |
| 16. | CA Villa Teresa                | 30  | 6  | 6  | 18 | 24   | 24 | 49 | –25 |

### Legenda
| Kleur | Kwalificatie voor                                                         |
| ----- | ------------------------------------------------------------------------- |
|       | Copa Libertadores 2017, groepsfase + Copa Sudamericana 2016, eerste ronde |
|       | Copa Libertadores 2017, groepsfase                                        |
|       | Copa Libertadores 2017, voorronde                                         |
|       | Copa Sudamericana 2016, eerste ronde                                      |

### Degradatie
Drie ploegen degradeerden naar de Segunda División; dit waren de ploegen die over de laatste twee jaar het minste punten hadden verzameld in de competitie (zestig wedstrijden). Aangezien de promovendi (Liverpool FC, Club Plaza Colonia de Deportes en CA Villa Teresa) vorig seizoen nog niet in de Primera División speelden, telden hun behaalde punten in 2015/2016 dubbel.
|     | Club                           | Sp. | 14/15 | 15/16 | Tot. |
| --- | ------------------------------ | --- | ----- | ----- | ---- |
| 1.  | Club Nacional de Football      | 60  | 63    | 54    | 117  |
| 2.  | CA Peñarol                     | 60  | 55    | 58    | 113  |
| 3.  | Club Plaza Colonia de Deportes | 30  | –     | 49    | 98   |
| 4.  | CA River Plate                 | 60  | 54    | 41    | 95   |
| 5.  | Defensor Sporting Club         | 60  | 48    | 42    | 90   |
| 6.  | CA Cerro                       | 60  | 34    | 52    | 86   |
| 7.  | IA Sud América                 | 60  | 42    | 43    | 85   |
| 8.  | Danubio FC                     | 60  | 49    | 35    | 84   |
| 9.  | CA Fénix                       | 60  | 37    | 46    | 83   |
| 10. | Montevideo Wanderers FC        | 60  | 34    | 48    | 82   |
| 11. | Liverpool FC                   | 30  | –     | 40    | 80   |
| 12. | CA Juventud                    | 60  | 45    | 33    | 78   |
| 13. | Racing Club de Montevideo      | 60  | 45    | 31    | 76   |
| 14. | CA Rentistas                   | 60  | 34    | 39    | 73   |
| 15. | CCyD El Tanque Sisley          | 60  | 36    | 26    | 62   |
| 16. | CA Villa Teresa                | 30  | –     | 24    | 48   |

### Legenda
| Kleur | Degradatie naar       |
| ----- | --------------------- |
|       | Segunda División 2016 |